# Chaos (растение)
Chaos (лат.) — род красных водорослей семейства Porphyridiaceae. Таксон был выделен французским ботаником и естествоиспытателем Жаном-Батистом Бори де Сен-Венсаном в 1823 году. Является отвергнутым названием (nom. rej.) в пользу Porphyridium, то есть при объединении этих родов основным названием считается последнее, хотя оно и опубликовано позднее.
Таксон не является общепринятым; возможно, Chaos является синонимичным названием какого-либо другого близкородственного рода.

## Классификация, распространение
В случае выделения рода в нём обычно признаётся единственный вид — Chaos sanguinarius Bory ex Desm., nom. superfl. Иногда к Chaos относят также таксон Chaos bituminosus Bory (чаще считается синонимом Gloeocapsa bituminosa (Bory) Kütz.).
Типовой вид, Chaos sanguinarius Bory ex Desm., 1823 [≡ Porphyridium purpureum (Bory) K.M.Drew & R.Ross, 1965] описан из северной Франции, на границе с Бельгией.